# Paramjit Singh
Paramjit Singh (ur. 30 grudnia 1952, zm. 22 lutego 2024 w Adźmer) – indyjski koszykarz, uczestnik letnich igrzysk olimpijskich 1980 w Moskwie.
Na igrzyskach rozegrał 7 spotkań. Razem z drużyną zajął ostatnie 12 miejsce. Zanotował:
- 63 punkty,
- 30 zbiórek,
- 14 asyst,
- 7 przechwytów[2].